# Zuflucht (1928)
Zuflucht ist ein deutscher Heimkehrer-Stummfilm des Regisseurs Carl Froelich aus dem Jahr 1928. Froelich inszenierte den Film im Stil des Realismus so wirklichkeitstreu wie möglich, indem er in den Quartieren der Arbeiter, Wohnküchen, Laubenkolonien, Markthallen und Krankenhaussälen dritter Klasse drehte. An der Seite der damals bereits sehr bekannten Henny Porten spielt Franz Lederer in seinem ersten Film. Die Uraufführung war am 3. August 1928.

## Handlung
Martin muss wegen seiner Beteiligung an der Novemberrevolution aus Deutschland fliehen und kehrt erst acht Jahre später nach Berlin zurück. Die Marktverkäuferin Hannelore bietet ihm in ihrer Wohnung Obdach, woraufhin sich beide ineinander verlieben. Martin findet alsbald Arbeit beim Bau der Nord-Süd-U-Bahn durch das Tempelhofer Feld, kollabiert jedoch eines Tages. Die schwangere Hannelore pflegt den Schwerkranken.

## Kritiken
„Daß aus dieser einfachen Geschichte ein wundervoller Film, ja sogar ein fühlbarer Fortschritt auf dem Gebiet des deutschen Films überhaupt wurde – das verdanken wir neben der vorzüglichen Darstellung in erster Linie der Regie. Carl Froelich hat den Mut besessen, offen zu zeigen, was er von der neurussischen Filmkunst gelernt hat. […] Hier gibt es kaum noch hergebrachtes Schema, hier ist keine verschämte Schminkerei, nichts und niemand macht sich ‚niedlich‘ – ja, die hervorragende Henny Porten scheut nicht einmal davor zurück, sich in ein selbstverleugnendes Aschenbrödel zu verwandeln. Das klingt hart, aber es bedeutet Befreiung aus dem hergebrachten neckischen Getue zahlreicher Filmdiven, zahlreicher Regisseure. […] Der Film ist ein Lichtblick.“

„Die gute Rolle ihrer Hanne wird zu allmenschlicher Gültigkeit erhöht, wenn diese freudlose Marktmagd zu mütterlich-liebender Aufopferung erwacht, wenn sie, die Herbe, mit zwei kräftigen Armen dem Verirrten ein neues Leben bahnt, und wenn ihr dann der kurze Frühling voll Wärme und Verheißung am Sterbebett des selbstlos Geliebten auf ewig entschwindet. Dieser Geliebte ist Franz Lederer, […] als Filmdebütant von der Mätzchenlosigkeit russischer Filmdarsteller. Naturalistisches Leben und Erleben wird von ihm durch gestaltendes Können in jene Sphäre erhoben, in der es keine bravourösen Einzelheiten, sondern nur ein selbstverständliches Ganzes gibt. Die Leitung des wiederum taktisch, technisch und bildlich sehr bemühten und geschickten Carl Froelich trug das Restliche zum Erfolg bei.“